# 1964 v hudbě
Tento článek obsahuje události související s hudbou, které proběhly v roce 1964.

## Události
- The Who – Skupina The Detours se přejmenovala na The Who
- 7. února – The Beatles přiletěli na newyorské letiště, kde byli přivítáni tisícovkami křičících fanoušků
- 26. dubna – The Rolling Stones vydali své debutové album
- 9. prosince – John Coltrane Quartet nahrál desku A Love Supreme, považovanou za jednu z nejvlivnějších jazzových desek všech dob.
- Začíná hudební kariéra Marianne Faithfull
- Sonny and Cher začali vystupovat společně
- Vznikají The Mamas & the Papas

## Vydaná alba
- 12 x 5 – The Rolling Stones
- Ain't That Good News – Sam Cooke
- All Summer Long – The Beach Boys
- The Animals – The Animals
- Another Side of Bob Dylan – Bob Dylan
- The Beach Boys' Christmas Album – The Beach Boys
- Beach Boys Concert – The Beach Boys
- Crescent – John Coltrane Quartet
- Ella at Juan-Les-Pins – Ella Fitzgerald
- Early Orbison – Roy Orbison
- The Five Faces of Manfred Mann – Manfred Mann
- A Hard Day's Night – The Beatles
- Ella Fitzgerald Sings the Johnny Mercer Songbook – Ella Fitzgerald
- Etta James Rock the House – Etta James
- Glad All Over – The Dave Clark Five
- It Hurts to Be in Love – Gene Pitney
- Joan Baez/5 – Joan Baez
- The Kinks – The Kinks
- A Love Supreme – John Coltrane
- The Manfred Mann Album – Manfred Mann
- Meet the Beatles! – The Beatles
- More of Roy Orbison's Greatest Hits – Roy Orbison
- Pure Dinamite Live at the Royal – James Brown
- Rock Around the Clock King – Bill Haley and the Comets
- The Rolling Stones(1st) – The Rolling Stones
- Dance With The Shadows – The Shadows
- Simmer Down – The Wailing Wailers (Bunny Wailer, Bob Marley, Peter Tosh)
- Surf Surf Surf – Bill Haley & His Comets
- The Times They Are a-Changin' – Bob Dylan
- Ventures in Space' – The Ventures
- Wednesday Morning, 3 A.M. – Simon and Garfunkel
- With the Beatles – The Beatles
- Our Planes of There – Sun Ra
- A Bit of Liverpool – The Supremes
- Where Did Our Love Go – The Supremes
- Dance With The Shadows – The Shadows
- Live 1964 – Horace Silver
- Meet The Temptations – The Temptations
- Mary Wells Sings My Guy – Mary Wells
- Greatest Hits – Mary Wells
- Life Time – Tony Williams
- Five Live Yardbirds – The Yardbirds

## Největší hity
- „You Really Got Me“ – The Kinks
- „All Day and All of the Night“ – The Kinks
- „The House of the Rising Sun“ – The Animals
- „It's All Over Now“ – The Rolling Stones
- „Just One Look“ – The Hollies
- „Do Wah Diddy Diddy“ – Manfred Mann
- „Goldfinger“ – Shirley Bassey
- "Tobacco Road" – The Nashville Teens
- "Walk Away" – Matt Monro
- "The Way You Do the Things You Do" – The Temptations
- „Hello, Dolly!“ – Louis Armstrong
- „She Loves You“ – The Beatles
- "Tobacco Road" – The Nashville Teens
- "When You Loved Me" – Brenda Lee
- "Wrong for Each Other" – Andy Williams
- "You're My World" – Cilla Black
- "You're No Good" – The Swinging Blue Jeans
- "Zoot Suit" – The Who

## Klasická hudba
- Dmitrij Šostakovič – String Quartet No.9 in E flat major, Op.117
- Dmitrij Šostakovič – String Quartet No.10 in A flat major, Op.118

## Hudební filmy
- Perný den, kde hrají The Beatles

## Narození
- 5. února – Duff McKagan
- 20. března – Tracy Chapman
- 26. května – Lenny Kravitz
- 30. května – Tom Morello, Rage Against the Machine a Audioslave
- 20. července – Chris Cornell, Soundgarden a Audioslave
- 10. října – Neneh Cherry
- 23. prosince – Eddie Vedder

## Úmrtí
- 11. prosince – Sam Cooke, zpěvák